# Klaus Ottens
Klaus Ottens (* 4. Januar 1966 in Ankum) ist ein ehemaliger deutscher Fußballspieler.

## Karriere

### Spieler
Klaus Ottens' Heimatverein ist der SV Quitt-Ankum, als A-Jugendlicher ging er zum VfL Herzlake, für den er in der Verbandsliga spielte. In der Saison 1986/87 lief er für die Amateurmannschaft des Hamburger SV auf, kehrte 1987 aber nach Herzlake zurück. Der gelernte Industriekaufmann wechselte zur Folgesaison zum Bundesliga-Aufsteiger FC St. Pauli. Er wohnte zunächst im Haus des Vereinspräsidenten Otto Paulick. Bereits in seiner ersten Saison bestritt Ottens in der Bundesliga 25 Spiele. Bei dem Verein trug er den Spitznamen „Der weiße Hai“. In den folgenden Jahren kam Ottens bei St. Pauli immer weniger zum Zuge. Daran änderte auch der Abstieg in die 2. Bundesliga in der Saison 1990/1991 nichts. Nach der Saison 1992/1993 wechselte er in die Oberliga Nord, wo er in der Saison 1993/94 neun Treffer für den VfL 93 Hamburg erzielen konnte. Nach einem Wechsel zum SV Lurup, der nur kurze Zeit Bestand hatte, kehrte Ottens im Laufe der Saison 1994/95 zum VfL 93 zurück und bestritt für den Verein aus Hamburg-Winterhude insgesamt 46 Spiele (12 Tore) in der Regionalliga Nord. Im Sommer 1996 wechselte Ottens zu Hannover 96. Für den Absteiger aus der 2. Bundesliga absolvierte der Ankumer unter Trainer Reinhold Fanz allerdings nur acht Begegnungen und hatte somit nur einen geringen sportlichen Anteil an der Regionalliga-Meisterschaft der Niedersachsen.

### Trainer
Als Trainer hatte Ottens zwei Stationen. Er trainierte die U-17 des SV Lurup sowie den TuS Heeslingen.

## Erfolge
- Meister Regionalliga Nord 1997